# 石田郵便局
石田郵便局（いしだゆうびんきょく）
- 長崎県壱岐市にある郵便局。本記事にて記述する。
- 富山県黒部市にある郵便局。局番号は32049。
- 香川県さぬき市にある郵便局。局番号は63073。

石田郵便局（いしだゆうびんきょく）は、長崎県壱岐市にある郵便局。民営化前の分類では集配特定郵便局であった。

## 概要
住所：〒811-5299 長崎県壱岐市石田町印通寺浦469-48
壱岐の海の玄関口の一つである印通寺港に面した港町にある。

## 沿革
- 1880年（明治13年）6月13日 - 郵便取扱所として業務を開始[1]。開始後「印通寺[2]郵便局」の名称を用い、同時に郵便集配業務を開始[1][3]。
  - 郵便物の輸送のため、印通寺港と佐賀県呼子港の間に「郵便船」が運航された[1]。
- 1885年（明治18年）12月1日 - 貯金取扱を開始[1]。
- 1892年（明治25年）3月16日 - 為替取扱を開始[1][4]。
- 1907年（明治40年）12月16日 - 大字石田より印通寺浦に移転[1]。
- 1930年（昭和5年）3月16日 - 電話交換業務を開始[1]。
- 1952年（昭和27年）7月1日 - 風景入通信日付印の使用を開始[5]。
- 1970年（昭和45年）5月18日 - 現在地に新築移転、同時に石田郵便局に改称[1]。
- 1975年（昭和50年）10月22日 - 電話自動化に伴い電話交換業務を郷ノ浦電報電話局に引継[6]。
- 2007年（平成19年）10月1日 - 民営化に伴い、併設された郵便事業新福岡支店石田集配センターに一部業務を移管。
- 2012年（平成24年）10月1日 - 日本郵便株式会社発足に伴い、郵便事業新福岡支店石田集配センターを石田郵便局に統合。

## 取扱内容
- 郵便、印紙、ゆうパック、内容証明
- 貯金、為替、振替、振込、国債
- 生命保険、バイク自賠責保険
- 宝くじの販売
- ゆうちょ銀行ATM
- 壱岐市内の一部地域の集配業務

## 周辺
- 壱岐市役所石田庁舎
- 壱岐市立石田中学校
- 壱岐市立石田小学校
- 原の辻遺跡
- 壱岐市立一支国博物館・長崎県埋蔵文化財センター

## アクセス
- 印通寺港フェリーターミナルから北へ約400m（徒歩約5分）
- 壱岐交通バス マリンパル停留所下車
- 駐車場あり：5台